# Werhahn (Familie)
Die Familie Werhahn ist eine Unternehmerfamilie aus Büderich und Neuss. Die Wilh. Werhahn KG mit über 10.000 Mitarbeitern befindet sich vollständig im Besitz von 420 Mitgliedern der Familie Werhahn.

## Genealogie
- Peter Wilhelm Werhahn (1802–1871) verh. mit Magdalene geb. Kallen[1]
  - Peter Werhahn (1842–1922) verh. mit Helene geb. Hahn, Tochter von Heinrich Hahn
    - Wilhelm Werhahn (1880–1964) verh. mit Magdalena, geborene Cremer
      - Hermann Josef Werhahn (1923–2016) verh. 1950 mit Elisabeth „Libet“ Werhahn (1928–2019), Tochter von Konrad Adenauer (1876–1967)